# 2022年抵制俄羅斯和白俄羅斯
2022年抵制俄羅斯和白俄羅斯（2022 boycott of Russia and Belarus）是俄羅斯入侵烏克蘭後歐洲、北美、澳大利亚和其他地方的許多公司和組織對俄羅斯和白俄羅斯的持續抵制。截至2022年7月2日，耶魯大學管理學院記錄了1,000多家公司因制裁或抗議俄羅斯行動而從俄羅斯撤出或撤資。

## 參與行列
無特別說明者均為2022年。

### 商品
| 企業   | 類別   | 措施                 | 日期    | 參考資料 |
| ------ | ------ | -------------------- | ------- | -------- |
| 麦当劳 | 速食業 | 宣布退出俄罗斯市场。 | 5月16日 | [ 1 ]    |
| 雷诺   | 汽車   | 宣布出售其在俄业务。 | 5月16日 | [ 2 ]    |

### 科技
礼来、诺华和艾伯维等制药公司缩减在俄罗斯的业务，但會继续向該國供应关键药物。可口可乐公司3月暂停在俄罗斯的业务。
4月5日，英特爾表示3月已暫停在俄羅斯的營運，不再交貨給在俄羅斯和白俄羅斯的客戶。IBM也已經中止對俄羅斯出貨。據耶魯大學管理學院的最新統計，自俄國開始入侵烏克蘭以來，全球已有逾600家企業宣布撤出俄羅斯。

### 體育界
- 2022年一級方程式錦標賽的俄羅斯大獎賽暫停。
- 國際運動攀登總會宣布暫停4月1日至3日在莫斯科舉行的2022年IFSC攀岩世界盃。
- 國際滑雪聯合會宣布取消在俄羅斯的所有剩餘賽事。

## 拒絕參與
2023年2月，國際奧委會確認尚未就俄羅斯和白俄羅斯運動員是否可以參賽進行正式討論，但國際奧委會主席托馬斯·巴赫表示，不應由各國政府來決定誰能參賽。